# Црква Светога великомученика Прокопија Квочкино Гробље
Црква Светога великомученика Прокопија у Квочкином гробљу налази се у општини Приједор, Република Српска, Босна и Херцеговина. Припада Српској православној цркви и Епархији бањалучкој.